# Basilio Yarych
Basilio Yakymovych Yarych  (en ucraniano: Василь Якимович Ярич) es un escultor de Ucrania, nacido el 29 de septiembre de 1951 en Gran Tura, distrito Dolinsky del Óblast de Ivano-Frankivsk. Desde 1987 es miembro de la Unión Nacional de Artistas.Artista de Honor de Ucrania (1999). Hermano del escritor y humorista Iván Yarych .

## Datos biográficos
Se graduó en el Instituto Estatal de Artes Aplicadas y Decorativas de Lviv (1979).
Obras
Entre sus principales obras: monumento a Mijail Hrushevsky (1990, el primer monumento dedicado a Hrushevsky en Ucrania) y el monumento "luchadores por el estado ucraniano" en Dolyna , "Просвіті (Prosvita)- Ilustración" (1993) y "Daniel de Galitzia" (2001) en Lviv , la serie "Hijo Pródigo" (2001), en el conjunto memorial "luchadores por la libertad de Ucrania" (Stry, 2005). Escultura "Скіфія - Escitia" ubicada en el Parque de esculturas "estepa ucraniana" en Donetsk (inaugurado en el año 2006).

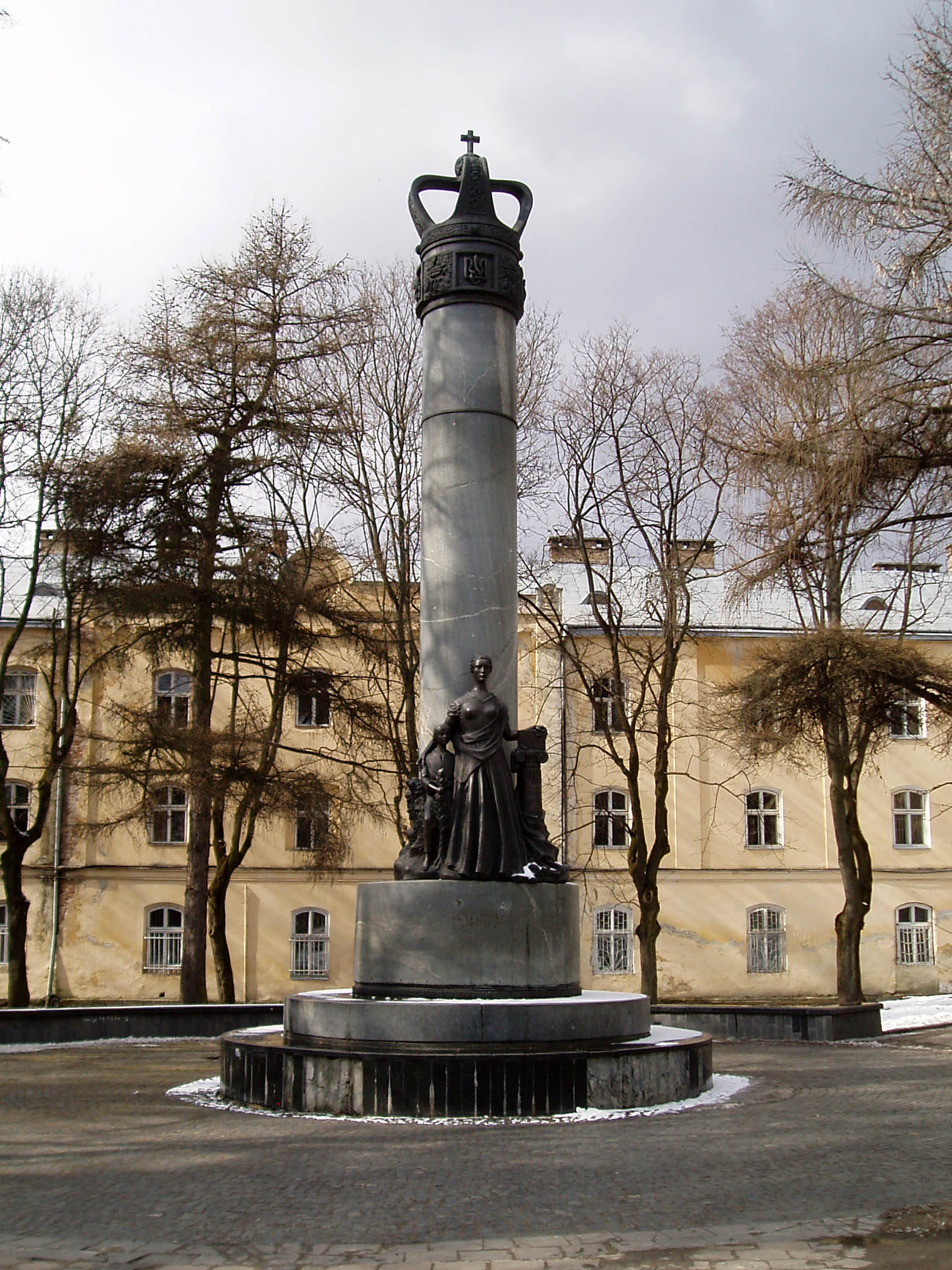
Monumento a la "Ilustración" - Просвіті( Lviv , st. Lysenko )
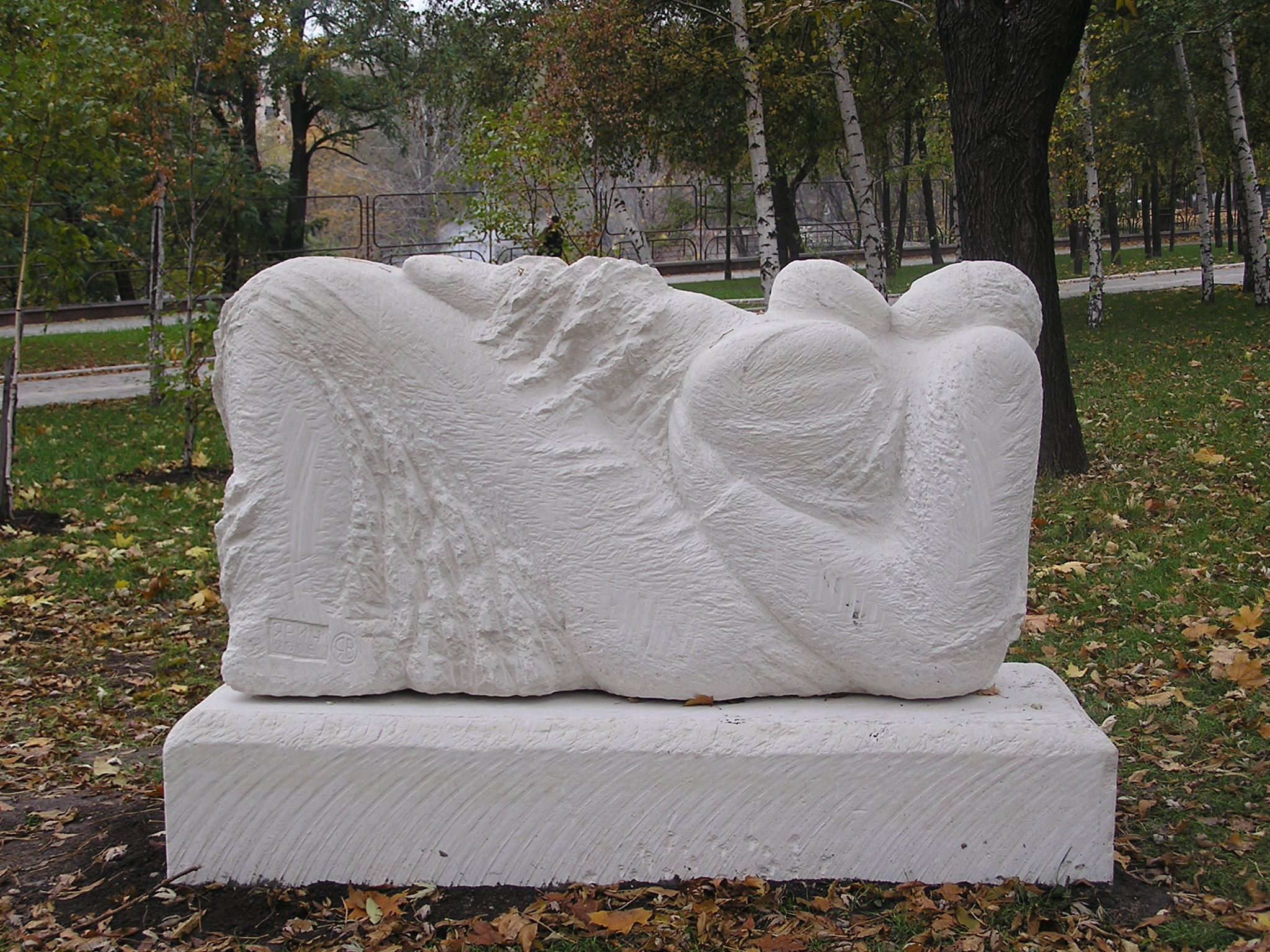
"Escitia" ( Donetsk , Parque de Esculturas "estepa ucraniana"[nota 5], boulevard Pushkin )